# З п'ятої до дев'ятої (Доктор Хаус)
«З п'ятої до дев'ятої» (англ. 5 to 9)  — тринадцята серія шостого сезону американського телесеріалу «Доктор Хаус». Прем'єра епізоду проходила на каналі FOX 8 лютого 2010. Епізод показує один із буденних днів життя доктора Кадді.

## Сюжет
О восьмій тридцять Кадді має укласти важливий для лікарні договір. Їй потрібно прийти на роботу о пів на восьму, проте вона запізнюється через підвищену температуру Рейчл. Прийшовши до лікарні Кадді дізнається, що їм прислали подвійну норму ефедрину. Гейл має займатися такими випадками, але сьогодні вона взяла відгул через хворобу. Кадді просить зустрітися з нею і обговорити ситуацію. Через деякий час проблема виникає в хірургії. Хаус підкупив електриків і ті увімкнули кондиціонер, через який робити операцію стало дуже складно. Кадді вирішує цю проблему і зустрічається з Ілаєм, представником страхової компанії. Вона має укласти нову угоду, проте з додатковими 12 % компенсації. Оскільки лікарня доволі мала, представник каже, що не може піти на такі поступки. Кадді каже, що розірве контракт і вже о третій у неї намічена зустріч з представником іншої страхової компанії. Вона дає Ілаю час на роздуми до 3 години дня.
Кадді зустрічається з членами ради лікарні. Вона каже їм, що поки що не має контракту, але впевнена, що невдовзі отримає його. Рада каже їй, що якщо у лікарні не буде контракту, то вона дуже скоро збанкротує. На прийом до Кадді приходить чоловік з раком. Він вважає, що грудне молоко може вилікувати хворобу і просить Кадді дати йому рецепт. Вона знає, що злоякісна пухлина не лікується і відмовляє чоловіку. Невдовзі до неї приходить адвокат. Він представляє чоловіка, якому Чейз зробив операцію без його дозволу. Кадді дізнається, що чоловік відрізав собі палець і просив Чейза просто залатати рану. Але той пришив йому палець і тепер пацієнт судиться з лікарнею. До Кадді приходить Гейл і каже, що замовляла більшу кількість пігулок для схуднення, щоб красти їх і приймати вдома. Кадді вирішує не звертатися до прокурора, але вона має звільнити жінку.
Хаус просить Кадді підписати дозвіл на лікування карциноми нирок малярією. Кадді проти цієї безглуздої ідеї. Лукас приходить до лікарні і повідомляє Кадді, що у Рейчл зникла температура. Кадді просить його знайти голову страхової компанії. Через деякий час вона приходить до ресторану, де обідає Кіттан Імпаун, і каже йому, що повідомить пресу про те, що він не хоче допомагати лікарні. Кіттан не думає, що такий вчинок зруйнує його кар'єру і відмовляється від допомоги. Голова аптечного відділу повідомляє Кадді, що Гейл протягом трьох років поцупила пігулок на $50 000. Вона знову викликає жінку до себе. Ілай знову приходить до Кадді і каже, що компанія згодна підняти відсоток компенсації до 8. Кадді наполягає на 12 %, але представник каже, що понад 8% лікарня не отримає. Кадді повідомляє лікарню, що о п'ятій годині вечора розриває контракт зі страховою компанією.
Гейл приходить до Кадді і каже, що якщо вона подасть на неї в суд, то та зруйнує її життя. Кадді не витримує такого тиску і вирішує звільнитися. Проте Хаус переконує її залишитися. Кадді згадує, що Лукас подарував їй квітку з диктофоном. Вона викликає Гейл і записує її погрози та слова, в яких вона каже, що почала красти через 6 місяців після того, як влаштувалась на роботу. Квіточку передають прокурору, а Ілай каже Кадді, що компанія погоджується на 12 % компенсацію.